# Ti Ti Ti (telenovela de 2010)
Ti Ti Ti , (Cuchicheos  para Hispanoamérica) es una telenovela brasileña producida por TV Globo, emitida originalmente desde el 19 de julio de 2010 hasta el 18 de marzo de 2011, en 209 capítulos, con el último capítulo retransmitido el 19 de marzo de 2011.  Fue la 77.ª "telenovela de las siete" de la emisora, reemplazando a Tempos Modernos y siendo reemplazada por Morde & Assopra.
Se trata de un remake de dos novelas escritas por Cassiano Gabus Mendes: Plumas e paetês (1980), de donde surgió la historia de Marcela y Rebeca, y Ti Ti Ti (1985), de la que surgió la trama principal y el resto de los paralelismos, habiendo mantenido el nombre de la segunda en la versión.  La adaptación fue de Maria Adelaide Amaral, con la colaboración de Vincent Villari, Álvaro Ramos, Letícia Mey, Rodrigo Amaral y Marta Nehring. La dirección fue de Marcelo Zambelli, María de Médicis, Fred Mayrink y Ary Coslov, con dirección general y núcleo de Jorge Fernando. 
Contó con la actuaciónes de Murilo Benício, Alexandre Borges, Cláudia Raia, Isis Valverde, Guilherme Winter, Juliana Alves, Guilhermina Guinle y Malu Mader.

## Sinopsis
Desde muy pequeños, Ariclenes Martínez o Ari (Murilo Benício) y Andrés Spina (Alexandre Borges) han sido rivales. El tiempo ha pasado. Ariclenes se ha divorciado de Susana Martines (Malu Mader), con la que tuvo un hijo, Luti (Humberto Carrão). Mientras que André se ha transformado en Jacques Leclair, un diseñador de modas que no es muy bien conocido en el mundo de la moda pero que surge en este gracias a la ayuda perspicaz de Jacqueline Maldonado (Cláudia Raia), una señora de alta sociedad de carácter muy extrovertido y desenfadado. Jacqueline estuvo casada con Breno (Tato Gabus Mendes) y tuvo una hija con él, Thaissa (Fernanda Souza). Pero al enamorarse locamente de Jacques, decide separarse y aliarse a Jacques. Lo malo de esta unión, es que a pesar del amor de Jacqueline, Jacques la usa para que ella cree sus diseños. Al enterarse Ari del éxito de André como Jacques Leclair, él decide ver la manera de poder hundir a su eterno rival. Es cuando conoce a Cecília (Regina Braga), una mendiga que usa sus muñecas para plasmar en ellas elegantes y finísimos vestidos. Ari reconoce el buen trabajo de esta y decide usar los diseños de Cecília para poder con ellos crear al diseñador Victor Valentim. Valentim, entra así en el mundo de la moda brasileño usando los "tititis" (chismes o rumores, como se dice en portugués) de los medios de prensa, más que todo, el Internet. A través de este medio, empieza a generar mayor curiosidad entre los entendidos en moda. La curiosidad aumenta cuando en la fiesta de aniversario de la prestigiosa revista "Moda Brasil", Desirée (Mayana Neiva) aparece luciendo uno de los modelos de Valentim, acompañada de Chico (Rodrigo Lopéz). De esta forma empieza a opacar la presencia de Leclair en el mundo de la moda. Así se inicia la eterna disputa por la atención de la prensa sobre estos dos modistas. Los problemas se acentúan cuando ambos se enteran de que Valquíria (Juliana Paiva), una de los 4 hijos de Laclair y Luti se ponen de enamorados. Y todavía más cuando una de las hijas de la mano derecha de Ari, Marta (Dira Paes) es embarazada por el hijo mayor de Laclair, Pedro (Marco Pigossi).
Por otro lado, Osmar (Gustavo Leão) vive en Belo Horizonte al lado de su pareja Julinho (André Arteche) y su mejor amiga Marcela (Ísis Valverde); alejado de su familia en São Paulo, que no acepta que él sea gay. Marcela está muy enamorada de Renato (Guilherme Winter), pero se desencanta de él, cuando él la rechaza al descubrir que ella estaba embarazada. Renato creía que ella era una oportunista y que quería aprovecharse del bebé que esperaba para quedarse con su fortuna. Marcela es una joven de principios, leal y honesta; y al ver la reacción y los motivos por los que Renato cortaba su relación ella decide separarse definitivamente de él. Es cuando parte junto con Osmar a São Paulo para reiniciar su vida y escapar de la amenaza de Renato de quitarle el hijo que esperaba. Osmar regresaba a São Paulo para conversar son su familia acerca del compromiso que estaba llevando con Julinho y tratar de hacer las paces con ellos. Pero en el camino, Marcela y Osmar sufren un accidente, que cobra la vida del último. Bruna (Giulia Gam), la madre de Osmar, sufre mucho con esta pérdida, la cual acentúa su enfermedad. Por ese motivo, Gustavo (Leopoldo Pacheco), al ver el estado de su esposa, le pide a Marcela que mienta sobre el hijo que espera, diciendo que es el hijo de Osmar y que ella era su novia. Marcela al principio duda, pero al no tener a donde ir, decide aceptar. Esta intrusión no es muy bien vista por Edgar (Caio Castro), el hermano de Osmar. Al principio, Marcela y Edgar no se llevan bien, pero mientras el tiempo pasa, ambos empiezan a hacerse amigos. Y después de separarse de Camila (Maria Helena Chira) y cortar su relación de amantes con su socia Luisa (Guilhermina Guinle), Edgar y Marcela terminan juntos. Pero esta relación se verá amenazada con el regreso de Renato.

## Reparto
| Actor               | Personaje                                |
| ------------------- | ---------------------------------------- |
| Murilo Benício      | Ariclenes Martins (Ari/Victor Valentim)  |
| Alexandre Borges    | André Spina (Jacques Leclair)            |
| Cláudia Raia        | Jaqueline Maldonado Salmerón             |
| Malu Mader          | Suzana Martins                           |
| Christiane Torloni  | Rebecca Bianchi                          |
| Ísis Valverde       | Marcela de Andrade                       |
| Caio Castro         | Edgar Sampaio                            |
| Guilhermina Guinle  | Luísa Salgado                            |
| Guilherme Winter    | Renato Villa                             |
| Sophie Charlotte    | Stéfany Oliveira                         |
| Mayana Neiva        | Desirée Oliveira                         |
| Rafael Zulu         | Adriano Novaes                           |
| Juliana Paiva       | Valquíria Spina (Val)                    |
| Elizângela          | Daguijane Oliveira (Nicole)              |
| Humberto Carrão     | Luís Otávio Martins (Luti)               |
| Débora Falabella    | Isabel Campos Dimeri                     |
| Maria Helena Chira  | Camila Bianchi                           |
| Alexandre Slaviero  | Armando das Cruzes Maragoli (Armandinho) |
| Juliana Alves       | Clotilde Matoso                          |
| Marcos Frota        | Massa                                    |
| Luis Gustavo        | Mário Cury (Mário Fofoca)                |
| Nicette Bruno       | Júlia Spina                              |
| Giulia Gam          | Bruna Soares Sampaio                     |
| Daniela Escobar     | Daguilene Oliveira (Pâmela)              |
| Sidney Sampaio      | Érico                                    |
| Marco Ricca         | Higino Oliveira (Gino)                   |
| Leopoldo Pacheco    | Gustavo Sampaio                          |
| Marco Pigossi       | Pedro Luis Spina                         |
| Fernanda Souza      | Thaísa Maldonado Rodrigues               |
| Gustavo Leão        | Osmar Soares Sampaio                     |
| Drica Moraes        | Teresa Batalha                           |
| Paulo Goulart       | Orlando Bianchi                          |
| Maria Zilda Bethlem | Madame Gigi (Gildete Malta)              |
| Tato Gabus Mendes   | Breno Rodrigues                          |
| Mila Moreira        | Stela Sanches                            |
| Rafael Cardoso      | Jorgito Bianchi                          |
| Dira Paes           | Marta Moura                              |
| Mauro Mendonça      | Giancarlo Villa                          |
| Rômulo Medeiros     | Evandro                                  |
| Lucia Bronstein     | Magali                                   |
| Felipe Luhan        | Fábio Mendes (Fabinho)                   |
| Viviane Netto       | Paula                                    |
| Fabio Bianchini     | Ramiro                                   |
| Rodrigo Serrano     | Alfredo (Alfredão)                       |
| Paula Bicalho       | Vitória (Vi)                             |
| Bebel Ambrósio      | Milena Ramos de Araújo (Mi)              |
| Michel Max          | Ricky                                    |
| Cris Rebelo         | Kátia                                    |
| Daianny Cristian    | Aparecida (Cida)                         |
| Rodrigo Cury        | Cadu                                     |
| Tathiane Campos     | Priscila Prado Ribeiro (Pri)             |

## Emisión
| País                               | Título alternativo / Traducción | Cadena(s)        | Primera Emisión          | Última Emisión           | Horario semanal   | Hora  |
| ---------------------------------- | ------------------------------- | ---------------- | ------------------------ | ------------------------ | ----------------- | ----- |
| Bandera de Brasil                  | Ti Ti Ti                        | Rede Globo       | 19 de julio de 2010      | 18 de marzo de 2011      | Lunes a sábado    | 19:15 |
| Bandera de Portugal                | Ti Ti Ti                        | SIC              | 13 de diciembre de 2010  | 16 de septiembre de 2011 | Lunes a viernes   | 18:30 |
| Bandera de El Salvador             | Cuchicheos                      | TCS Canal 4      | 12 de septiembre de 2011 | 21 de mayo de 2012       | Lunes a viernes   | 14:00 |
| Bandera de Bolivia                 | Cuchicheos                      | Unitel           | 31 de octubre de 2011    | 13 de abril de 2012      | Lunes a viernes   | 21:00 |
| Bandera de Uruguay                 | Cuchicheos                      | Teledoce         | 2 de enero de 2012       | 20 de julio de 2012      | Lunes a viernes   | 19:00 |
| Bandera de la República Dominicana | Cuchicheos                      | Tele Antillas    | 9 de enero de 2012       | 17 de julio de 2012      | Lunes a viernes   | 14:00 |
| Bandera de Nicaragua               | Cuchicheos                      | Televicentro     | 16 de enero de 2012      | 8 de agosto de 2012      | Lunes a viernes   | 21:00 |
| Bandera de Ecuador                 | Cuchicheos                      | Ecuavisa         | 28 de febrero de 2012    | 20 de julio de 2012      | Lunes a viernes   | 20:45 |
| Bandera de Argentina               | Cuchicheos                      | Canal 9 Televida | 7 de mayo de 2012        | 29 de noviembre de 2012  | Lunes a viernes   | 19:00 |
| Bandera de Argentina               | Cuchicheos                      | Canal 10 Córdoba | 26 de abril de 2016      | 23 de octubre de 2012    | Lunes a viernes   | 14:00 |
| Bandera de Chile                   | Cuchicheos                      | Canal 13         | 2 de enero de 2012       | 18 de junio de 2012      | Lunes a viernes   | 14:30 |
| Bandera de Paraguay                | Cuchicheos                      | SNT              | 31 de julio de 2012      | 26 de febrero de 2013    | Lunes a viernes   | 21:00 |
| Bandera de Mozambique              | Ti Ti Ti                        | STV              | 21 de mayo de 2012       | 15 de febrero de 2013    | Lunes a sábados   | 19:05 |
| Bandera de Corea del Sur           | 스타일 패션전쟁                 | TeleNovela       | 23 de julio de 2014      | TBA                      | Viernes y sábados | 08:30 |
| Bandera de Portugal                | Ti Ti Ti                        | Globo Portugal   | 1° de junio de 2015      | TBA                      | Lunes a domingos  | 19:00 |

## Versiones
- Ti Ti Ti (1985), Telenovela Brasileña que emitió Rede Globo, protagonizado por Luis Gustavo, Reginaldo Faria, Marieta Severo, Sandra Brea, Nathalia Timberg, Aracy Balabanian, José de Abreu, Lucía Alves, Cassio Gabus Mendes, Malu Mader, Tania Alves, Myriam Ríos, Pablo Castelli, Adriano Reys, Thais Campos, Rodolfo Bottino y Betty Goffman.
- El amor está de moda (1995), Remake Chileno de TI TI TI que fue emitida por Canal 13, protagonizado por Roberto Poblete, Fernando Kliche, Katty Kowaleczko, Esperanza Silva, Aline Küppenheim y Luciano Cruz-Coke.
- La cadena Telemundo hará una nueva versión de la Telenovela Brasileña.